# Трећи кичевски партизански одред
Трећи кичевски народноослободилачки партизански одред је партизанска јединица која је дјеловала на територији Вардарске Македоније. Основан је у љето 1944. године као регионални партизански одред. У септембру исте године постао је дио Четрдесетосме македонске дивизије НОВЈ.